# Добрило Поповић
Добрило Поповић Дока (1927. — 2003.) био је српски инжињер агрономије и дугогодишњи директор Земљорадничке задруге Ариље. Завршио је Средњу пољопривредну школу у Краљеву и Пољопривредни факултет у Сарајеву. Најзаслужни је за почетак узгајања малине у Ариљском крају. Он је почетком седамдестедих донео сорту Виламет из САД-а. Док се Поповић бавио пласманом производа и освајањем нових тржишта његов имењак Добрило Ненадић је учио пољопривреднике како правилно да узгајају малину. Заједно са Ненадићем и професором др Светиславом Петровићем најзаслужнији је што се смрзнута малина из Ариља нашла на светском тржишту. Био је посланик у Скупштини Србије и одборник у СО Ариље у четри мандата. Два пута је одликован, први пут Орден рада са сребрним венцем, други пут са златним венцем.